# Astragalus kerkukiensis
Astragalus kerkukiensis es una especie de planta del género Astragalus, de la familia de las leguminosas, orden Fabales.

## Distribución
Astragalus kerkukiensis se distribuye por Irak, Irán, Siria y Afganistán.

## Taxonomía
Fue descrita científicamente por Bornm. Fue publicada en Repert. Spec. Nov. Regni Veg. 39: 370 (1936).